# Vila Cortês da Serra
Vila Cortês da Serra é uma povoação portuguesa sede da Freguesia de Vila Cortês da Serra do Município de Gouveia, freguesia com 11,06 km² de área e 202 habitantes (censo de 2021), tendo, por isso, uma densidade populacional de 18,3 hab./km².
Também chamada de Vila Cortês da Estrada ou apenas Vila Cortês, pertenceu ao concelho de Linhares até 24 de Outubro de 1855, passando a partir daí para o concelho (atual município) de Gouveia.

## Demografia
A população registada nos censos foi:
| Distribuição da População por Grupos Etários | Distribuição da População por Grupos Etários | Distribuição da População por Grupos Etários | Distribuição da População por Grupos Etários | Distribuição da População por Grupos Etários |
| -------------------------------------------- | -------------------------------------------- | -------------------------------------------- | -------------------------------------------- | -------------------------------------------- |
| Ano                                          | 0-14 Anos                                    | 15-24 Anos                                   | 25-64 Anos                                   | > 65 Anos                                    |
| 2001                                         | 46                                           | 30                                           | 130                                          | 106                                          |
| 2011                                         | 24                                           | 28                                           | 110                                          | 105                                          |
| 2021                                         | 15                                           | 17                                           | 93                                           | 77                                           |

## Património
- Igreja de Nossa Senhora da Conceição
- Capela de Santo António
- Capela de São Bartolomeu/Santo António
- Antiga Escola Primária de Vila Cortês
- Solar dos Sequeira Corte Real
- Chafariz